# Dichocrocis aechmisalis
Dichocrocis aechmisalis là một loài bướm đêm trong họ Crambidae.